# Moura Lacerda
O Professor Doutor Oscar de Moura Lacerda (Angatuba, 11 de agosto de 1902 - Ribeirão Preto, 23 de fevereiro de 1979), foi um professor e político de grande destaque na região de Ribeirão Preto, onde lecionou e exerceu, entre outras funções, os cargos de juiz de paz e vereador. O Dr. Moura Lacerda, ainda acumulou mais de 200 títulos ao longo de sua carreira, incluindo o de Cidadão Emérito de Ribeirão Preto. Ele também era formado em Contabilidade, Odontologia, Direito e Ciências Econômicas.

## Infância
O Professor Doutor Oscar de Moura Lacerda nasceu em 11 de agosto de 1902 na cidade de Angatuba. Era filho de Raul Galvão de Moura Lacerda e Ana Conceição Lacerda. Já nos primeiros meses de vida, Oscar de Moura Lacerda passou a viver em Campinas. Aos 4 anos de idade, foi morar com seu avô, o professor Antonio Mariano Galvão de Moura Lacerda.
Aos 12 anos, após a morte de seu avô, começou a trabalhar como telegrafista na Cia. Paulista de Estrada de Ferro. Continuou a estudar, fazendo o curso secundário de manhã, no colégio Liceu Culto à Ciência, e, a noite, estudava Comércio no Colégio Dom Bosco, sempre trabalhando no período da tarde como telegrafista.

## A vida e carreira em Ribeirão Preto
Aos 18 anos foi trabalhar em Ribeirão Preto, a fim de criar seus quatro irmãos menores. Quatro anos depois, concluiu o curso de Contabilidade. Formou-se ainda em Odontologia e Direito. Mais tarde doutorou-se em Ciências Econômicas.
Fundou e dirigiu o jornal Correio de Ribeirão Preto em 1921, e posteriormente dirugiu os jornais A Cidade, Diario de Notícia e A tarde, além da Revista América.
Em 23 de maio de 1923, começou a lecionar na Escola de Commercio Rui Barbosa, que pertencia ao Instituto Commercial, em Ribeirão Preto.
O Dr. Oscar de Moura Lacerda, casou-se em 1926 com Josefina de Souza Lacerda.
No dia 9 de abril de 1927, Oscar de Moura Lacerda, que já era integrante do corpo docente e funcionário da Escola de Commercio Rui Barbosa, desde a sua fundação, assumiu a direção da mesma, tornando-se seu proprietário no dia 8 de janeiro de 1928.
Em 1º de maio de 1932, com a criação do "Curso Superior de Administração e Finanças", o Instituto Commercial de Ribeirão Preto, antigo proprietário da Escola de Commercio Rui Barbosa, passou a denominar-se Faculdade de Ciências Econômicas de Ribeirão Preto, tornando-se a segunda faculdade a ter este curso de "Ciências Econômicas" no país, e a primeira do Estado de São Paulo.
Em 1935, o Dr. Oscar de Moura Lacerda funda o Ginásio Ribeirão Preto, que em 1937, com o curso colegial, denominou-se Colégio Moura Lacerda.
Elegeu-se como vereador na cidade de Ribeirão Preto, em 1947, sendo o mais votado do pleito naquele ano, e exerceu o cargo até 1951. Como vereador, participou da comissão especial que elaborou o antiprojeto do regimento interno da Câmara Municipal de Ribeirão Preto.
Em 1950, o professor Dr. Oscar de Moura Lacerda, ainda foi candidato a Deputado Estadual, mas não obtve êxito.
De 1954 a 1955, Oscar de Moura Lacerda foi presidente do Comercial FC de Ribeirão Preto
Em 1967, com auxílio do Dr. Moura Lacerda, nasceu o Instituto Politécnico de Ribeirão Preto, e em 1968, a Faculdade de Engenharia Civil.
Em 1970, o Dr. Oscar criou a Faculdade de Filosofia, Ciências e Letras de Ribeirão Preto e a Faculdade de Ciências Econômicas, solidificando a Instituição Moura Lacerda, que conta atualmente também com o Centro Universitário Moura Lacerda.
Em 1978, a Instituição Moura Lacerda tornou-se proprietária da Faculdade de Educação Física de Jaboticabal, e inaugurou naquela cidade o seu Curso de Educação Física.
Pai de Ignez, Ilka, Oscar Luiz e Ricardo o Dr. Oscar de Moura Lacerda veio a falecer em 23 de fevereiro de 1979.
Atualmente, seus trabalhos continuam servindo de exemplo, e dando belos frutos, exemplo disso é a Instituição Moura Lacerda, que gerencia o Centro Universitário Moura Lacerda, uma das mais respeitadas universidades do Brasil. Seu trabalho educacional, também o tornou imortal.